# Мартин Боруля
«Марти́н Бору́ля» — трагікомедійна п'єса в п'яти діях українського письменника Івана Карпенка-Карого, написана 1886 року.
П'єса описує марні намагання шляхтича Мартина Борулі досягти успіху через отримання дворянства. Його самовпевненість стає перешкодою для щастя дітей Мартина.
Сюжет комедії «Мартин Боруля» письменник побудував на фактах з життя родини Тобілевичів: батько драматурга, який довгий час служив управителем поміщицьких маєтків, вирішив домогтися визнання свого роду дворянським. На це пішло чимало часу, але марно — дворянство не було доведено, оскільки прізвище в старих документах було Тубілевич, а в нових Тобілевич. Карпенко-Карий використав цей факт, аби висміяти намагання простої людини вибитись у дворяни, хибно думаючи, що цим можна в чомусь піднестися над іншими.

## Сюжет
Мартин Боруля — багатий український шляхтич, що орендує землю у поміщика Красовського. Він подає позов на Красовського, тому що той назвав його «бидлом», і доручає займатися цією справою Трандалєву, який також працює і на Красовського. Одночасно Боруля намагається відновити втрачене дворянство. Йому лишається тільки отримати схвалення від Сенату. Як сподівається Боруля, тоді він виграє справу проти Красовського. Заради цього він готовий віддати будь-які гроші. Боруля впевнений, що отримає дворянство, тому заздалегідь вводить у своєму помісті нові порядки: бере наймитів, наказує всім у родині говорити й поводитися «як у панів».
Також Боруля хоче вигідно видати дочку заміж, а тому просить сина Степана привезти з міста чиновника Націєвського. У цей час до Борулі приходить його друг Гервасій, щоб засватати Марисю за свого сина Миколу. Микола й Марися вже давно кохають одне одного, та Боруля відхиляє пропозицію. З міста приїжджає Націєвський, якому Марися одразу пояснює, що вона кохає іншого. Націєвський її наче не чує, співає їй серенаду, обіцяє, що Марися покохає його після одруження. Пізніше він підслуховує розмову Мартина та його жінки Палажки про майбутніх дітей та кумів і вирішує втікати із заручин. Мартин Боруля наздоганяє чиновника і б'є його. Степан втрачає роботу внаслідок скасування земського суду, але він боїться сказати про це батькові.
Після того, як Боруля отримав листа від Красовського про те, що повинен виселитися з орендованої землі, він тяжко захворів. Скоро надходить лист про те, що Мартину Борулі відмовлено у дворянстві, оскільки в документах не збігається одна літера (для отримання дворянства треба було мати старе прізвище Беруля). Після розмови з Гервасієм, Боруля спалює усі документи і дає згоду на одруження Марисі й Миколи.

## Персонажі
- Мартин Боруля — багатий шляхтич, чиншовик.
- Палажка — його жінка.
- Марися — їхня дочка.
- Степан — їхній син, канцелярист земського суду.
- Гервасій Гуляницький — друг Мартина, батько Миколи.
- Микола Гуляницький — його син, парубок.
- Націєвський — реєстратор із ратуші.
- Красовський — шляхтич, з яким судиться Мартин Боруля.
- Трандалєв — повірений.
- Протасій Пеньонжка, Матвій Дульський — чиншовики.
- Омелько, Трохим — наймити Борулі.

Мартин Боруля — головний персонаж комедії. Це людина із заможної верхівки села, не засліплений жадобою збагачення, не позбавлений рис гуманності. Однак це натура, скалічена духовно нездоланним прагненням вийти «на дворянську лінію». Коли б його спитали, навіщо йому те дворянство, він, певно, не зміг би належно пояснити своє дивне бажання. Мартин — гарний сім'янин, у домі порядок і достаток; i авторитет, i гроші — все це в нього є. Виявляється, герою треба дворянського титулу, який, на думку Мартина, зробить його паном.
У своєму домі цей «міщанин-шляхтич» (так назвав свого героя Журдена французький драматург Мольєр) заводить дворянські порядки, сам мучиться через свої химери, але терпить, бо вважає таку «домашню перебудову» шляхом до політично-правового місця в поміщицько-капіталістичній державі, яке мало дворянство.
Мартин велить своїм дітям називати себе не татом, а «папінькою», а маму «мамінькою». Він довго вранці вилежується в ліжку, як пан, хоча в нього, трудящої людини, від довгого лежання з незвички болять боки. Дочку Марисю хоче віддати заміж за «образованого чоловіка», сина Степана мріє бачити знатним чиновником. Смішно дивитися, як «правила» дворянського побуту суперечать традиційним порядкам сім'ї Мартина, викликають нерозуміння і подив членів родини.
Висміявши таку поведінку свого героя, Карпенко-Карий утвердив здорову народну мораль щодо родинних традицій, ставлення людини до своєї рідної землі, свого родоводу, прадідівських коренів, праці, народних звичаїв. Головне не титул, а вміння залишатися порядною, високоморальною людиною у всіх життєвих ситуаціях.

## Екранізації
- Мартин Боруля (1953)